# Топотип
Топотип (рос. топотип, англ. type, нім. typ m) – номенклатурний тип, зразок органічного залишку, що походить з тієї ж місцевості, що і первинний тип, але не з однієї з ним серії. Від topos - місце; typos – зразок.